# Lędziny (województwo opolskie)
Lędziny (dodatkowa nazwa w j. niem. Lendzin) – wieś w Polsce, położona w województwie opolskim, w powiecie opolskim, w gminie Chrząstowice.

## Nazwa
Nazwa miejscowości wywodzi się od prasłowiańskiej oraz staropolskiej nazwy "lęda" oznaczającej obszar łąk, terenów zalewowych, równiny, pola nieuprawnego przeznaczonego lub nadającego się pod uprawę roli, od której wywodzi się nazwa słowiańskiego plemienia Lędzian oraz obecna polska nazwa "ląd". Heinrich Adamy w swoim dziele o nazwach miejscowych na Śląsku wydanym w 1888 roku we Wrocławiu jako najstarszą nazwę miejscowości wymienia Lędzien podając jej znaczenie "Wiesendorf" czyli "Wieś łąk".
19 maja 1936 r. nazistowska administracja III Rzeszy w miejsce nazwy Lendzin wprowadziła nową, całkowicie niemiecką nazwę Lenzen. 9 września 1947 r. nadano miejscowości polską nazwę Lędziny.

## Historia
Najstarsze znane wzmianki o miejscowości pod nazwą Lendzynice pochodzą z 1295 r. W 1464 r. występowała nazwa Lendzin. W trakcie kolonizacji fryderycjańskiej ponownie zasiedlono starą osadę, zachowując jej nazwę.
Do głosowania podczas plebiscytu uprawnionych było w Lędzinach 221 osób, z czego 193, ok. 87,3%, stanowili mieszkańcy (w tym 186, ok. 84,2% całości, mieszkańcy urodzeni w miejscowości). Oddano 218 głosów (ok. 98,6% uprawnionych), w tym 218 (100%) ważnych; za Niemcami głosowało 155 osób (ok. 71,1%), a za Polską 63 osoby (ok. 28,9%). Dawną częścią miejscowości jest Zbicko, obecnie samodzielna osada.

### Demografia
| Rok                | 1933 | 1939 | 2009 |
| Liczba mieszkańców | 347  | 378  | 478  |

(Źródła:.)

### Galeria

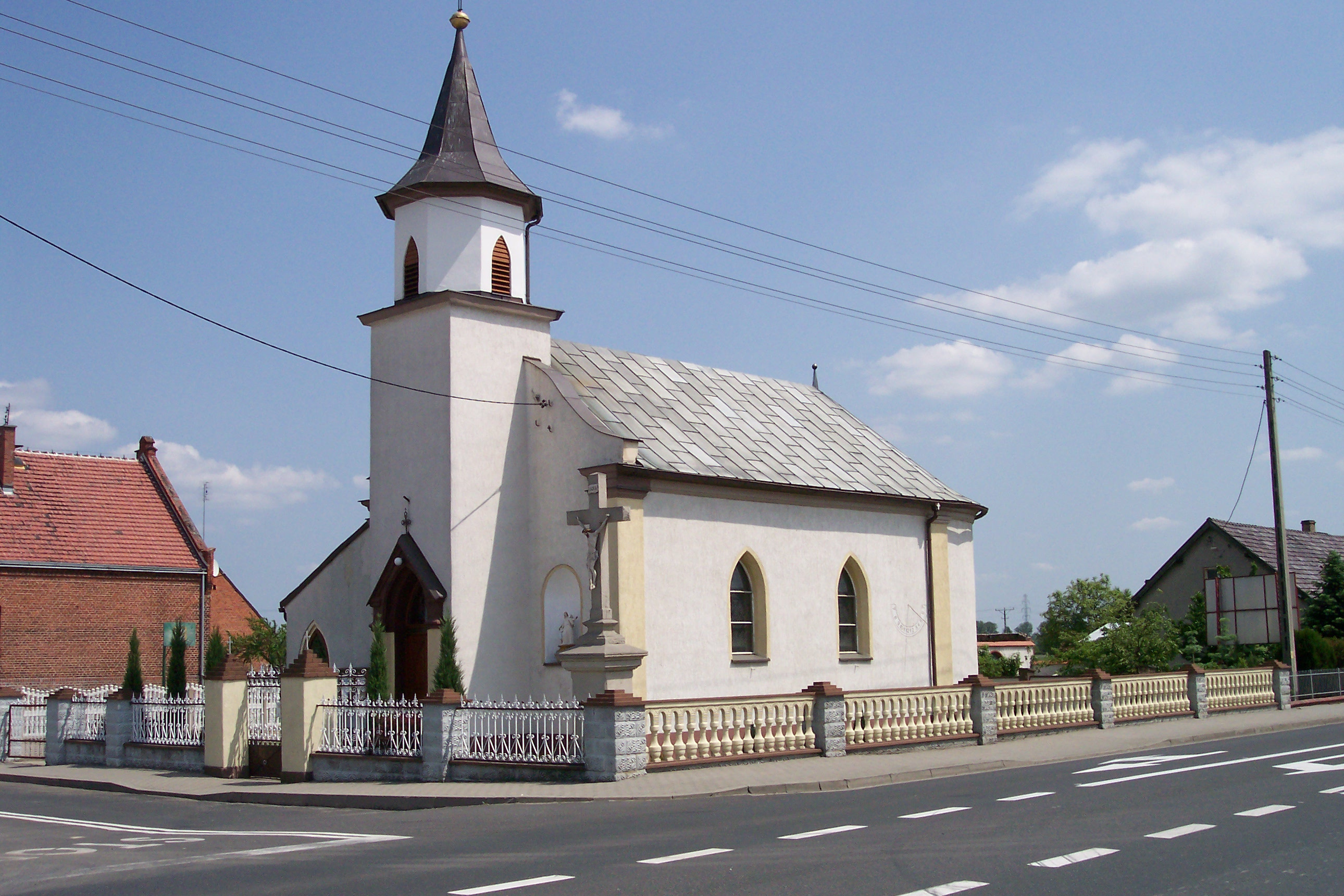
Kościół rzymskokatolicki pw. Matki Bożej Wspomożenia Wiernych
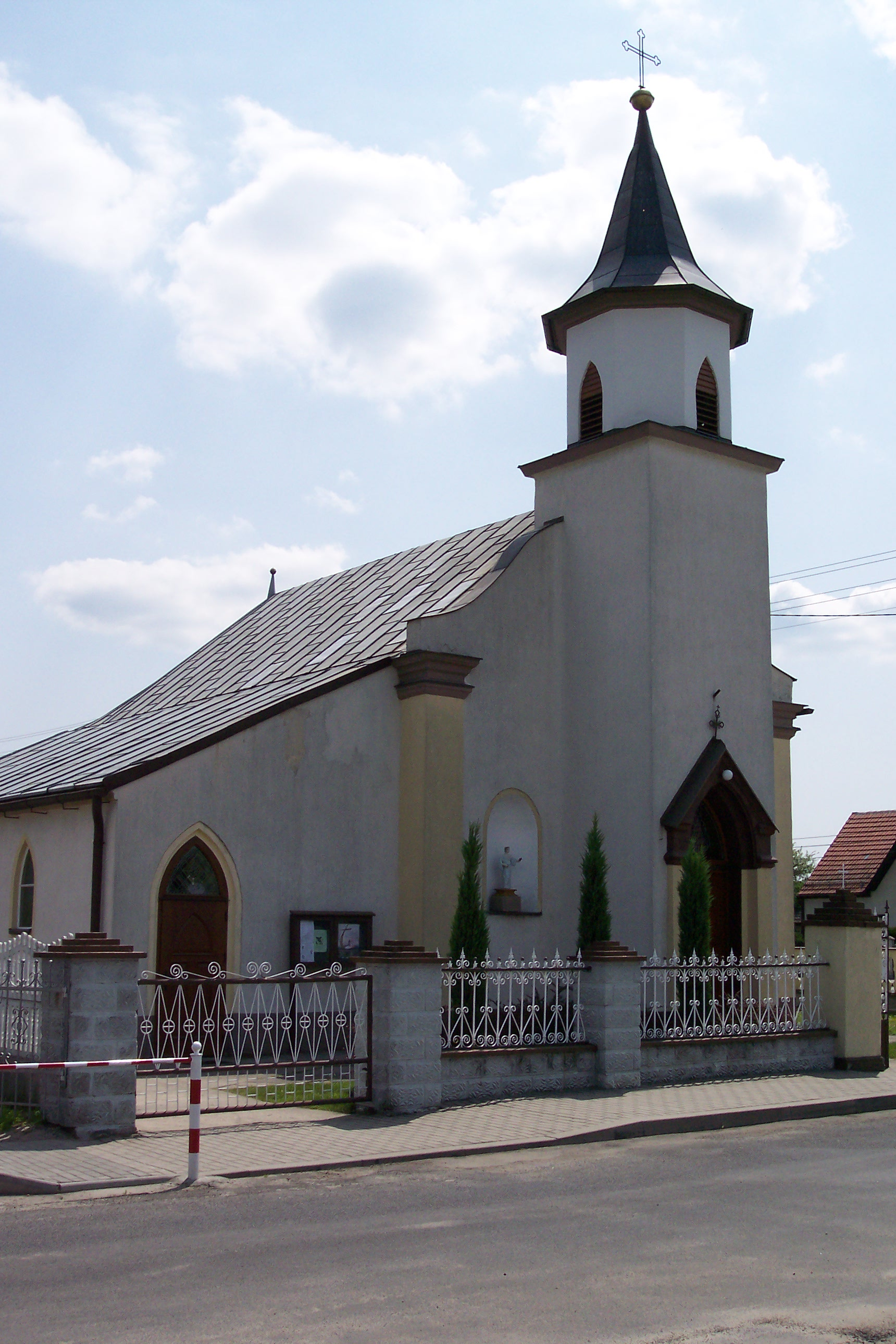
Kościół rzymskokatolicki pw. Matki Bożej Wspomożenia Wiernych
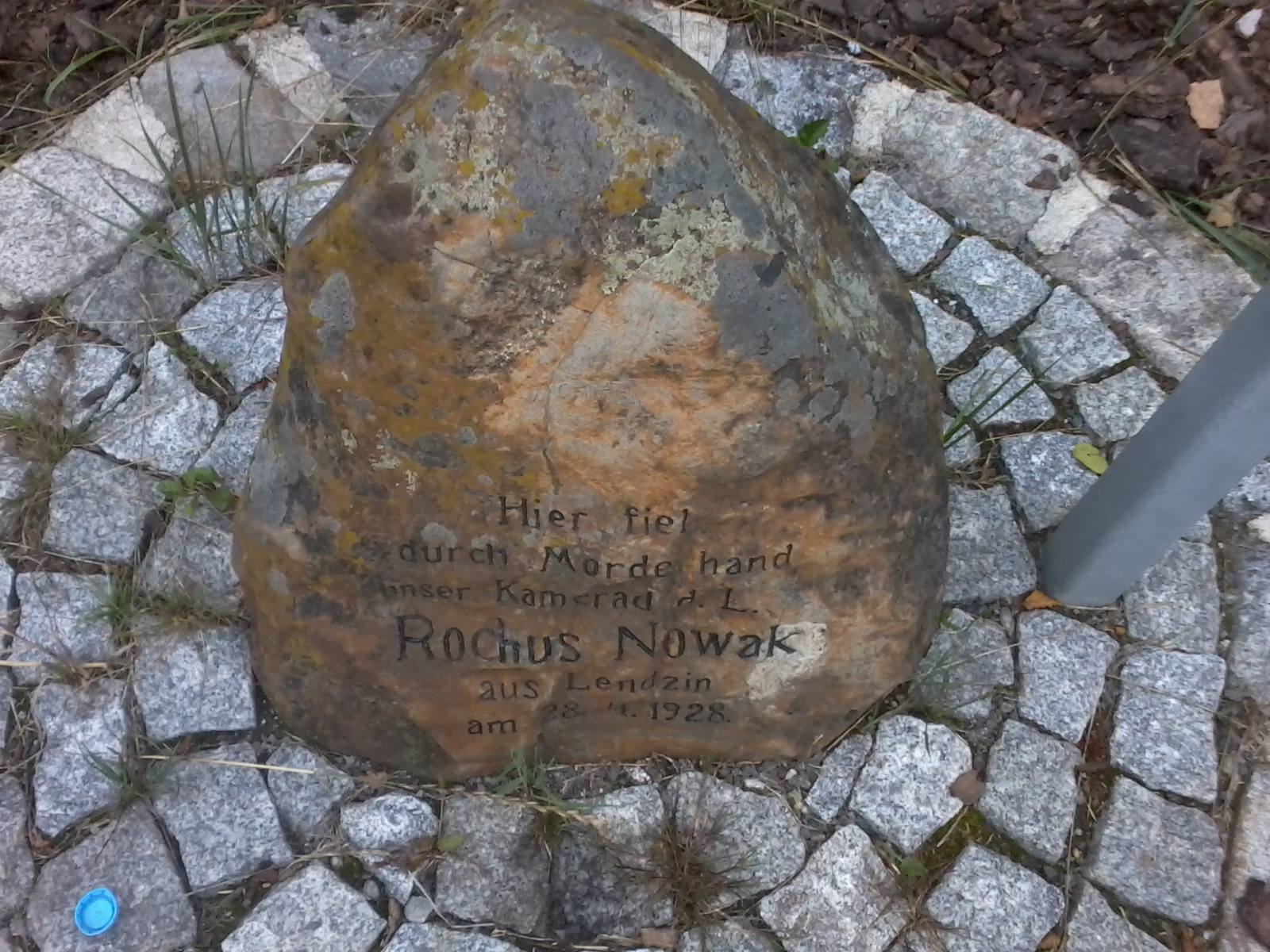
Pomnik Rochusia Nowaka